# Pidonia businskyorum
Pidonia businskyorum är en skalbaggsart som beskrevs av Holzschuh 1998. Pidonia businskyorum ingår i släktet Pidonia och familjen långhorningar. Inga underarter finns listade i Catalogue of Life.